# Daniel Lewin
Daniel „Danny” Mark Lewin (hebr. ‏דניאל (דני) מארק לוין‎; ur. 14 maja 1970 w Denver, Kolorado zm. 11 września 2001 w Nowym Jorku) – amerykański matematyk, przedsiębiorca, jeden ze współzałożycieli Akamai Technologies. Funkcjonariusz antyterrorystycznej komórki wywiadu Izraelskiego w Stanach Zjednoczonych, pilot myśliwców bojowych. Był pierwszą ofiarą zamachów terrorystycznych z 11 września 2001.
Podczas lotu w samolocie linii American Airlines (lot 11) siedział blisko Mohameda Atty i Abdulaziza al-Omari, oraz tuż przed Satamem al-Suqamim. Według relacji stewardesy Betty Ong, która po porwaniu samolotu skontaktowała się z centrum operacyjnym linii American Airlines, Daniel Lewin został zabity nożem w momencie rozpoczęcia ataku przez porywaczy. 
Nie wiadomo, dlaczego Daniel Lewin został zaatakowany. Według jednej z teorii w momencie rozpoczęcia porwania Satam al-Suqami miał zabić jedną, przypadkową osobę, w celu zastraszenia pozostałych pasażerów i załogi, a Lewin siedział najbliżej niego. Według innej wersji wydarzeń Daniel Lewin w momencie rozpoczęcia ataku próbował powstrzymać porywaczy, jednak wtedy został od tyłu zaatakowany nożem przez al-Suqamiego.